# Gymnasium St. Michael (Paderborn)
Das Gymnasium St. Michael ist ein privates Gymnasium im alten Stadtkern von Paderborn. Träger des Gymnasiums und der benachbarten Realschule St. Michael ist seit 2012 das Erzbistum Paderborn. Seit dem Schuljahr 2013/2014 werden auch Jungen aufgenommen, zuvor war St. Michael ein Mädchengymnasium.

## Geschichte
Das Gymnasium wurde 1658 von den Augustiner Chorfrauen gegründet.
Im Jahre 1945 wurde die Schule durch die Nationalsozialisten geschlossen und im Januar 1946 als erste der Paderborner Schulen von den Schwestern wieder eröffnet. Neben dem „neusprachlichen Mädchengymnasium“ wurde 1950 die Realschule als neue Schulform errichtet. Im Jahr 2012 übergaben die Augustiner Chorfrauen die Trägerschaft des Gymnasiums St. Michael und der Realschule St. Michael an das Erzbistum Paderborn. Seit dem Schuljahr 2013/2014 werden zusätzlich zu drei Mädchenklassen erstmals Jungen am Gymnasium St. Michael aufgenommen und bis zur Jahrgangsstufe 9 in getrennten Klassen unterrichtet (parallele Monoedukation).
Ab dem Schuljahr 2020/2021 wird die erste gemischte Klasse am Gymnasium unterrichtet.

## Schulleben
In der Klosterkirche St. Michael werden regelmäßig Schulgottesdienste angeboten. Darüber hinaus finden zu besonderen Festtagen Gottesdienste im Paderborner Dom und ökumenische Gottesdienste in der Abdinghofkirche statt.
Der freitägliche sogenannte Frühaufstehergottesdienst in der Klosterkirche vor Beginn des Unterrichtes ermöglicht durch anschließendes gemeinsames Frühstück Gemeinschaft intensiver zu erleben. Weitere geistliche Angebote des Klosters umfassen beispielsweise die Nutzung des Meditationsraumes zum Abschalten für sogenannte „stille Pausen“. Die „Ansprech-Bar“ ist ein für alle offener Gesprächsraum, wo für Schülerinnen und Eltern Schulseelsorger zu Gesprächen bereitstehen.
In regionalen und überregionalen Projekten (z. B. Haiti, das Kinderhospiz in Paderborn, Mädchenschulen in Guatemala, Partnerschaften in Afrika und Südamerika u.v.m) übernehmen Schülerinnen eigenverantwortlich Initiative und Verantwortung.
Zudem ermöglicht das Sozialpraktikum Schülerinnen in der Jahrgangsstufe EP mit Menschen in Kontakt zu treten, die deren Hilfe bedürfen.
Das Schüleraustauschprogramm besteht seit vielen Jahren und soll den Jahrgangsstufen 8 bis EP Möglichkeit der Erweiterung von Sprachkenntnissen und des kulturellen Wissens dienen. Partnerschaften bestehen mit Schulen in Bolton/England, Amiens/Frankreich, Irland, Indien und Mezőberény/Ungarn.
Für das Schuljahr 2023/2024 ist die Schule als Bündelungsgymnasium ausgewiesen.

## Schülervertretung
Die Schülervertretung  ist eine Gruppe von Schülerinnen und Schülern ab der achten Klasse. Sie wird durch zwei  Lehrer unterstützt, die jährlich von den Schülern neu gewählt werden.

## Ehemalige Schülerinnen
- Jenny Aloni (1917–1993), Schriftstellerin
- Hermine Huntgeburth (* 1957), Regisseurin
- Anne Bunte, geb. Kurte (* 1962), Ärztin
- Cornelia Poletto, geb. Diedrich (* 1971), Köchin
- Chantal Butzek (* 1997), Leichtathletin